# Rena Mirecka
Rena Mirecka, właśc. Irena Kądziołka (ur. 27 lutego 1934 we Francji, zm. 27 sierpnia 2022 we Wrocławiu) – polska aktorka teatralna, teoretyk teatru, pedagog i aktorka Teatru Laboratorium, poetka.

## Życiorys
Urodziła się we Francji w 1934, w rodzinie robotniczej. W 1939 przyjechała do Polski. W 1952 ukończyła Państwowe Liceum Administracyjno-Handlowe w Brzesku i rozpoczęła studia na Wydziale Handlowym Wyższej Szkoły Ekonomicznej w Krakowie. W 1953 zdała egzaminy do Państwowej Wyższej Szkoły Aktorskiej w Krakowie, którą ukończyła w 1957, studiowała m.in. u Haliny Gallowej. Na ostatnim roku studiów przybrała pseudonim Mirecka (wystąpiła pod nim po raz pierwszy 9 grudnia 1956 jako Celia w przedstawieniu dyplomowym Jak wam się podoba Williama Shakespeare’a). W sezonie teatralnym 1957/1958 była zatrudniona w zespole Wojewódzkiego Przedsiębiorstwa Imprez Teatralnych i Widowiskowych w Krakowie. Od 1959 występowała w Teatrze 13 Rzędów i Teatrze Laboratorium Jerzego Grotowskiego w Opolu, a następnie we Wrocławiu do rozwiązania Teatru w 1984, występowała we wszystkich przedstawieniach Teatru. Prowadziła staże parateatralne i wykłady z metody aktorskiej.
Od listopada 1972 do lutego 1973 w Teatrze im. Juliusza Osterwy w Lublinie wraz ze Zbigniewem Cynkutisem i aktorami Teatru (z Jadwigą Jarmuł, Barbarą Koziarską, Urszulą Rydzewską i Zbigniewem Górskim) przygotowała zdarzenie teatralne Jałowa według Yermy Federica Garcii Lorki(premiera 16 lutego 1973). W styczniu i lutym 1974, w tym samym teatrze i również we współpracy z Cynkutisem pracowała nad zdarzeniem Arka (od września do grudnia).
W roku 1979 należała do zespołu realizującego przedsięwzięcie parateatralne Drzewo ludzi, a w 1981 roku wzięła udział w ostatnim dziele scenicznym zrealizowanym przez członków zespołu Teatru Laboratorium Thanatos polski. Inkantacje w reżyserii Ryszarda Cieślaka, jako teksty wykorzystano jej wiersze w Teatrze Laboratorium. Choroba i śmierć Antoniego Jahołkowskiego spowodowała zaprzestanie prac przy Thanatosie polskim. 
Na początku lat 90. XX wieku zamieszkała na Sardynii, gdzie wraz z grupą przyjaciół założyła International Centre of Work Prema Sãyi. Na podstawie doświadczeń z Teatru Laborartorium prowadziła warsztaty parateatralne i spotkania. W 1993 z Ewą Benesz założyła International Centre of Work Prema Sãyi na Sardynii, kontynuowała w następnych latach prace parateatralne, należące głównie do cyklu NO IT’S THE FLIGHT. Współpracuje nadal z Instytutem Jerzego Grotowskiego.
W 2006 otrzymała nagrodę Golden Graal. 12 stycznia 2009 z rąk Ministra Kultury i Dziedzictwa Narodowego Bogdana Zdrojewskiego odebrała Srebrny Medal „Zasłużony Kulturze Gloria Artis”. W 2017 roku 29 marca z okazji Międzynarodowego Dnia Teatru otrzymała medal Zasłużony dla Wrocławia, które w imieniu miasta wręczył Jacek Sutryk, dyrektor Departamentu Spraw Społecznych UMW.
Pochowana na Cmentarzu Świętej Rodziny.

## Parateatr Reny Mireckiej
Rena Mirecka czasie prac warsztatowych w Teatrze Laboratorium była odpowiedzialna za plastykę ruchu. Gdy parateatr na początku lat 70. dominował w pracy Teatru, ona nie należała do grupy pracującej nad tymi projektami, jednakże oprócz występów w znajdujących się w repertuarze przedstawieniach, prowadziła własne prace warsztatowe i artystyczne. Była współprowadzącą liczne staże i warsztaty najczęściej we współpracy z Cynkutisem i Stanisławem Scierskim (Paryż 1973, Australia, 1974) oraz Antonim Jahołkowskim (Pontedera 1975; Opole 1976). Od 1976 wraz z Zygmuntem Molikiem i Jahołkowskim brała udział w kolejnych warsztatach z cyklu Acting Therapy (m.in. La Tenaille 1976; Nowy Jork 1977, Hamilton 1977; Lozanna 1977; Berkley 1977; Bordeaux 1978). 
Rena Mirecka w swojej pracy parateatralnej wielką uwagę przywiązuje do kompozycji przestrzeni, przedmiotów wyzwalających rozległe skojarzenia oraz barw, inspirujących do działań. Prowadząc warsztaty, artystka dąży do integracji podczas wyjątkowego spotkania w trakcie działań parateatralnych. Wymaga to od uczestników oddania i zaangażowania na wielu poziomach, każdy z współuczestników przygotowuje siebie, bierze udział w procesie pogłębiania struktur pieśni, tańców i działań umożliwiających tę integrację. Podczas pracy z ciałem czerpie z doświadczeń ukształtowanych jeszcze w trakcie pracy w Teatrze Laboratorium, a także rozwijanych i doskonalonych przez siebie gestów, połączonych z wewnętrznymi impulsami. Wszelkie ruchy ciała, ramienia, tułowia, dłoni itp., oraz spojrzenie mają związek z działaniami wewnętrznymi, łączą się z gestami. Ćwiczenia plastyczne i głosowe opierają się na niepowtarzaniu schematycznych ruchów, w tej pracy konieczne jest współdziałanie ze swoim wnętrzem.
Obok specyficznej obecności cielesnej w pracy Reny Mireckiej kluczowe znaczenie ma dźwięk, przede wszystkim śpiew. Mirecka od dawna praktykuje pieśni sakralne. Najczęściej wykonuje mantry hinduskie. W 2010 roku przy Instytucie im. Jerzego Grotowskiego została powołana Szkoła Reny Mireckiej, w której w latach 2010–2017 aktorka prowadziła KARAWANASUN i SŁOŃCE.

## Kariera teatralna
| dramat                          | autor | rola               | reżyser                       | teatr                        | miejsce | data premiery                                         |
| ------------------------------- | --- | ------------------ | ----------------------------- | ---------------------------- | ------- | ----------------------------------------------------- |
| Orfeusz                         | Jean Cocteau | Śmierć             | Jerzy Grotowski               | Teatr 13 Rzędów              | Opole   | 10 sierpnia 1959                                      |
| Kain                            | George Byron | Ewa                | Jerzy Grotowski               | Teatr 13 Rzędów              | Opole   | 30 stycznia 1960                                      |
| Kabaret Błażeja Sartra          | Adam Kurczyn | Wielka Niewiadoma  | Jerzy Grotowski               | Teatr 13 Rzędów              | Opole   | 15 maja 1960                                          |
| Misterium Buffo                 | według Władymira Majakowskiego | Dama               | Jerzy Grotowski               | Teatr 13 Rzędów              | Opole   | 31 lipca 1960                                         |
| Siakuntala                      | według Kālidāsy | Siakuntala         | Jerzy Grotowski               | Teatr 13 Rzędów              | Opole   | 13 grudnia 1960                                       |
| Gliniane gołębie – faktomontaż  | |                    | zespół                        | Teatr 13 Rzędów              | Opole   | 31 marca 1961                                         |
| Dziady                          | Adam Mickiewicz | Zosia              | Jerzy Grotowski               | Teatr 13 Rzędów              | Opole   | 18 czerwca 1961                                       |
| Pamiętnik śląski                | |                    | Zygmunt Molik                 | Teatr 13 Rzędów              | Opole   | 9 lipca 1961                                          |
| Idiota                          | według Fiodora Dostojewskiego | Nastasja Filipowna | Waldemar Krygier              | Teatr 13 Rzędów              | Opole   | 21 października 1961                                  |
| Kordian                         | Juliusz Słowacki | Czarownica; Laura  | Jerzy Grotowski               | Teatr 13 Rzędów              | Opole   | 13 lutego 1962                                        |
| Akropolis                       | Stanisław Wyspiański | Rebeka-Kasandra    | Jerzy Grotowski, Józef Szajna | Teatr Laboratorium 13 Rzędów | Opole   | 10 października 1962                                  |
| Tragiczne dzieje doktora Fausta | Christopher Marlowe | żeński Mefisto     | Jerzy Grotowski               | Teatr Laboratorium 13 Rzędów | Opole   | 23 kwietnia 1963                                      |
| Studium o Hamlecie              | na tekstach Williama Shakespeare’a i Stanisława Wyspiańskiego | Ofelia             | Jerzy Grotowski               | Teatr Laboratorium 13 Rzędów | Opole   | kwiecień 1964                                         |
| Akropolis (V wersja)            | Stanisław Wyspiański | Rebeka-Kasandra    | Jerzy Grotowski               | Teatr Laboratorium           | Wrocław | 17 maja 1967                                          |
| Ewangelie próba otwarta         | | Maria Magdalena    | Jerzy Grotowski               | Teatr Laboratorium           | Wrocław | 1967                                                  |
| Książę Niezłomny                | Juliusz Słowacki | Feniksana          | Jerzy Grotowski               | Teatr Laboratorium           | Wrocław | 19 marca 1968                                         |
| Apocalypsis cum figuris         | Jerzy Grotowski | Maria Magdalena    | Jerzy Grotowski               | Teatr Laboratorium           | Wrocław | 19 lipca 1968                                         |
| Jałowa – zdarzenie teatralne    | Federico García Lorka |                    | Zbigniew Cynkutis             | Teatr im. Juliusza Osterwy   | Lublin  | 2 marca 1973                                          |
| Thanatos polski. Inkantacje     | na motywach Zbrodni i kary Fiodora Dostojewskiego (roboczy tytuł Po Dostojewsku) z tekstami wierszy Adama Mickiewicza, Czesława Miłosza, Rafała Wojaczka i Reny Mireckiej, w układzie Ryszarda Cieślaka |                    | Ryszard Cieślak               | Teatr Laboratorium           | Wrocław | próby z publicznością, oficjalny pokaz 28 lutego 1981 |

Źródło.